# Kalkcitroenkorst
De kalkcitroenkorst (Xanthocarpia marmorata) is een korstmos behorend tot de familie Teloschistaceae. Hij groeit op kalksteen. Hij leeft in symbiose met de alg Pseudotrebouxia.

## Kenmerken
Het thallus is cructose en ingezonken. De apothecia zijn donkerbruinrood convex en meten 0,3 tot 0,8 mm in diameter. 
De asci zijn cilindrisch en bevatten acht sporen. De ascosporen zijn hyaliene, ellipsoïde  en meten (12,5-) 14-15,5 × 4-5,5 µm. Septa zijn afwezig.
Hij heeft de volgende kenmerkende kleurreacties: K+ (rood), C-.

## Verspreiding
De kalkcitroenkorst komt voor in Europa en Noord-Amerika. In Nederland komt hij zeldzaam voor. Hij staat op de rode lijst in de categorie 'Kwetsbaar'.